# 無量寿経優婆提舎願生偈註
『無量寿経優婆提舎願生偈註』（むりょうじゅきょううばだいしゃがんしょうげちゅう）とは、天親の『無量寿経優婆提舎願生偈』（『往生論』・『浄土論』）に、曇鸞が註解を加えた書である。
一般には略して、『往生論註』、『浄土論註』という。またそれを略して、『論註』ともいう。「上巻」「下巻」の全2巻。（大正蔵 vol.40 p.826）
『往生論』（『浄土論』）は、『仏説無量寿経』に対する註釈であり、本書は『仏説無量寿経』の再註釈ともいえる。
衆生が浄土に往生する因、果の全てが如来の本願力回向、つまり他力によることを明らかにし、浄土教の基礎となる論となった。